# Góra (powiat brzeziński)
Góra – wieś w Polsce położona w województwie łódzkim, w powiecie brzezińskim, w gminie Jeżów
W latach 1975–1998 miejscowość należała administracyjnie do województwa skierniewickiego.
W miejscowości znajduje się dawny młyn wodno-elektryczny. 
W 2014 r. otwarto świetlicę wiejską w Górze.

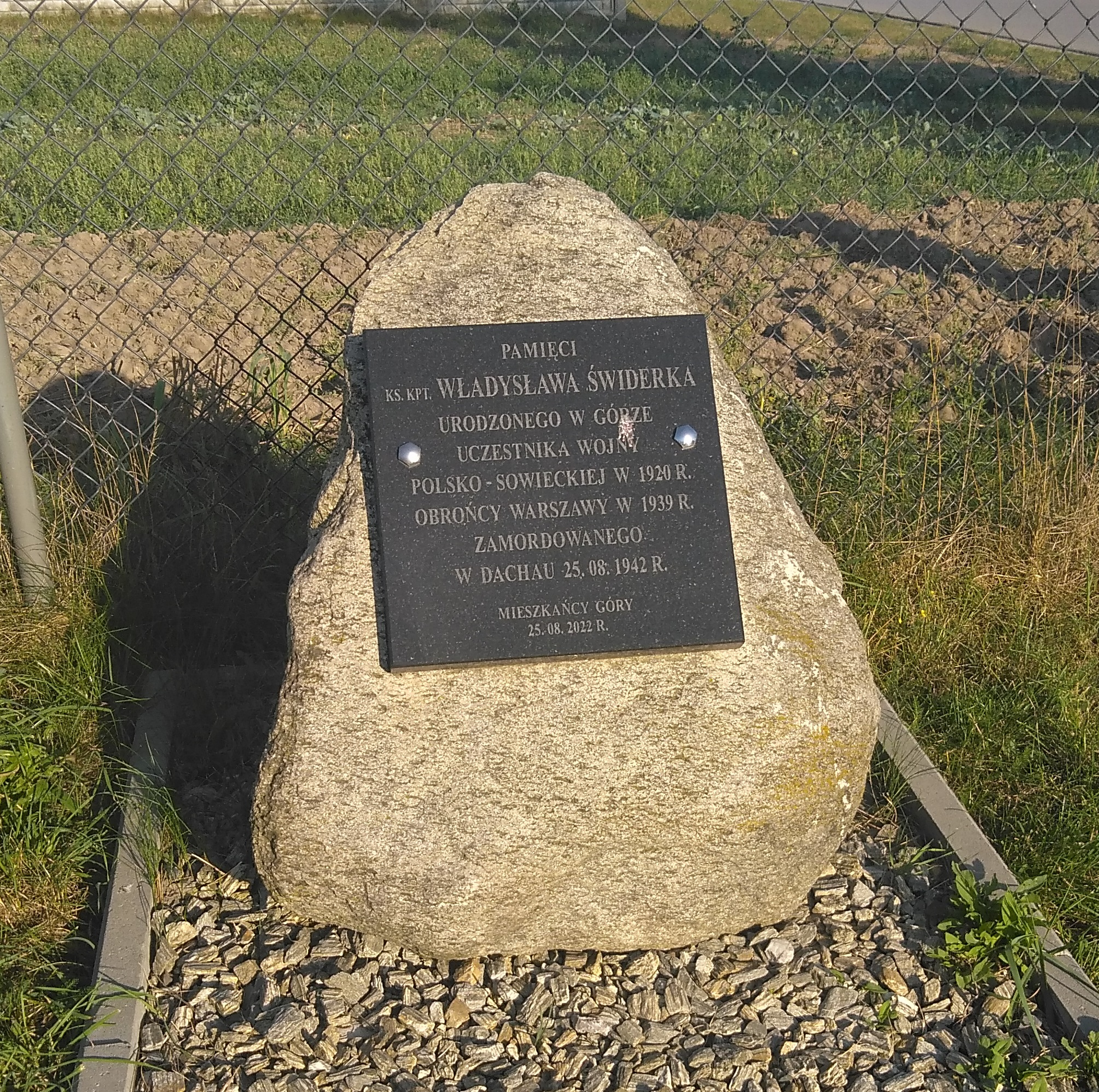
Tablica Władysława Świderka w Górze.

W 2022 r. w sąsiedztwie świetlicy odsłonięto głaz z tablicą pamiątkową poświęconą pochodzącemu z Góry kapelanowi wojskowemu, Władysławowi Świderkowi.